# 1000hp
1000hp ist das sechste Studioalbum der US-amerikanischen Rockband Godsmack. Es erschien am 5. August 2014 in den USA und am 1. September 2014 in Europa über Spinefarm Records.

## Entstehung
Nach der Veröffentlichung des Vorgängeralbums The Oracle begann für die Band eine schwierige Phase. Die Band bekam Probleme mit ihrem Plattenlabel und ihrem Management und steckte darüber hinaus in finanziellen Schwierigkeiten. Laut Sänger Sully Erna übertrug sich die schlechte Stimmung auf die Band. Da sich die Musiker „ausgebrannt und sehr unglücklich“ fühlten nahm die Band eine Auszeit. Während dieser Auszeit arbeiteten sowohl Erna als auch Gitarrist Tony Rombola und Schlagzeuger Shannon Larkin an neuem Material. Nach längerer Pause setzten sich die Musiker zusammen und räumten die Streitigkeiten aus dem Weg.
Danach spielten die Musiker ihre Ideen ihren Bandkollegen vor. Das Material wurde zusammen arrangiert und mit Texten versehen, bevor die Lieder durch gemeinsame Jamsessions den Feinschliff erhielten. Das Titellied entstand beispielsweise in anderthalb Stunden. Insgesamt benötigte die Band für das Schreiben des Albums fünf Monate.  Für die Aufnahmen errichteten die Musiker in ihrer Heimatstadt Boston ein Tonstudio in einer alten Fabrikhalle, das darüber hinaus als Proberaum und Materiallager genutzt werden soll. Wie schon beim Vorgängeralbum The Oracle wurde Dave Fortman als Coproduzent verpflichtet, der auch die Abmischung übernahm. Als Gastmusiker traten Chris Decato (Keyboard), Irina Chirkova (Cello bei Something Different) und Tim Theriault (Akustische Gitarre bei Generation Day) auf. Für das Titellied wurde ein Musikvideo gedreht.

## Hintergrund
Der Albumtitel soll laut Sully Erna Kraft und Energie ausdrücken. Zunächst hatte er die Idee, das Album 10000hp (10.000 Pferdestärken) zu nennen. Da er die lange Zahl nicht so singen konnte, wie er es wollte, wurde schließlich der Titel 1000hp gewählt. Das Titellied handelt von der Band selbst und beschreibt die Bandgeschichte und das Leben in ihrer Heimatstadt Boston.

„Dann wurde mir klar, dass auch unsere Band selbst für diese Kraft steht. GODSMACK sind wie ein wahnsinnig schneller Rennwagen, der immer einen tollen Auftritt hinlegt und dabei energisch und kraftvoll ist.“

Something Different handelt von einer Liebesbeziehung, die mal gut war und sich auf einmal ins Gegenteil verwandelt. Bei FML geht es darum, wie ein Partner in einer Beziehung seine schlechte Laune nutzt, um die Stimmung des anderen zu verderben, um selbst Zufriedenheit zu erlangen. Livin’ in the Gray beschreibt engstirnige Menschen, die sich im Leben nur auf wenige Optionen beschränken und nur in Schwarz und Weiß denken. Bei Life Is Good! lud die Band 30 Freunde ins Studio ein und feierte eine Party. Anschließend sangen die Gäste die Hintergrundgesänge ein.

## Rezeption

### Rezensionen
Jörg Staude vom deutschen Magazin Rock Hard lobte die Band dafür, dass sie bei den Kompositionen „mehr über den Alternative-Metal-Tellerrand blicken“ und bezeichnete 1000hp als „das beste Godsmack-Album seit Faceless“. Staude bewertete das Album mit 8,5 von zehn Punkten. Matthias Weckmann von deutschen Magazin Metal Hammer lobte die Band, das die Musik etwas frischer und enthusiastischer als auf dem Vorgängeralbum wirkt. Allerdings kritisierte er auch, dass Godsmack mal wieder der Versuchung widerstehen, sich selbst neu zu erfinden. Weckmann vergab fünf von sieben Punkten.
Kritischer äußerte sich Wolf-Rüdiger Mühlmann von deutschen Magazin Deaf Forever, der die Musik auf 1000hp als „polierten Schönwetterrock“ bezeichnete. Die „einst spannende Combo“ wäre „schrittweise zu Junkfood verkommen“. Da Mühlmann es bemerkenswert fand, „wie harmlos tausend Pferdestärken sein können“ vergab er fünf von zehn Punkten.

### Chartplatzierungen
| ChartsChartplatzierungen       | Höchstplatzierung | Wochen |
| ------------------------------ | ----------------- | ------ |
| Deutschland (GfK)              | 66 (1 Wo.)        | 1      |
| Österreich (Ö3)                | 62 (1 Wo.)        | 1      |
| Schweiz (IFPI)                 | 94 (1 Wo.)        | 1      |
| Vereinigte Staaten (Billboard) | 3 (15 Wo.)        | 15     |

1000hp verkaufte sich in der ersten Woche nach der Veröffentlichung in den USA rund 58.000 Mal. Dies waren etwas mehr als die Hälfte weniger als beim Vorgängeralbum The Oracle, das sich in der ersten Woche etwa 117.000 Mal verkaufte. Damit riss für die Band die Serie von drei Nummer-eins-Album in Folge.

### Auszeichnungen
Das US-amerikanische Onlinemagazin Loudwire veröffentlichte im April 2015 eine Liste mit den zehn besten Liedern von Godsmack. In dieser Liste erreichte das Lied Something Different Platz sechs.